# Michèle Mouton
Michèle Mouton (nascida no dia 23 de junho de 1951 em Grasse) foi a primeira e até hoje única mulher a vencer uma etapa do Campeonato Mundial de Rali (WRC), em Sanremo em 1981. Em 1982 após um disputado campeonato ela terminou o ano na segunda posição do WRC, vencendo as etapas de Portugal, Brasil e Acrópole pilotando um Audi Quattro.
Em 1985 ela foi a primeira mulher a vencer a subida de Pike's Peak, famosa corrida realizada nos EUA. No ano de 1986 com o fim do Grupo B (FIA) ela abandonou a carreira no Rali, entretanto foi figura chave na organização do evento Race of Champions, em homenagem a Henri Toivonen.
Em 1975 ela também participou das 24 Horas de Le Mans em uma equipe feminina.
Michèle Mouton certamente é a mulher que obteve o maior sucesso no rali e uma das mais famosas e bem sucedidas mulheres no automobilismo mundial.

## Vitórias no Campeonato Mundial de Rali
| # | Evento                                | Temporada | Co-piloto     | Carro        |
| - | ------------------------------------- | --------- | ------------- | ------------ |
| 1 | 23º Rallye Sanremo                    | 1981      | Fabrizia Pons | Audi Quattro |
| 2 | 15º Rallye de Portugal Vinho do Porto | 1982      | Fabrizia Pons | Audi Quattro |
| 3 | 29th Acropolis Rally                  | 1982      | Fabrizia Pons | Audi Quattro |
| 4 | 4º Marlboro Rallye do Brasil          | 1982      | Fabrizia Pons | Audi Quattro |